# Anthonij Adriaan van Doorn
Jhr. Anthonij Adriaan van Doorn, heer van Koudekerke (Nieuw- en Sint Joosland, 19 juni 1854 – Haarlem, 12 november 1935) was een Nederlands burgemeester.

## Biografie
Van Doorn was een lid van de familie Van Doorn en een zoon van belastingontvanger jhr. Johan Adriaan Hendrik Cornelis van Doorn, heer van Koudekerke (1823-1895) en Digna Henriëtte Hurgronje (1830-1914), lid van de familie Hurgronje. Hij trouwde in 1884 met Emilie Sara Theodora Schüssler (1859-1930), uit welk huwelijk geen kinderen werden geboren. Zijn broer jhr. Hendrik Anthony van Doorn, heer van Koudekerke (1872-1948) was ook burgemeester.
Van Doorn promoveerde te Leiden in 1881 in de rechten op het proefschrift De hoofdelijke omslag. Beschouwingen over art. 243 der Gemeentewet. Het jaar erop werd hij burgemeester van Cadzand hetgeen hij bleef tot 1888. Hij combineerde dat met het burgemeesterschap van Zuidzande (1883-1888) om daarna burgemeester te worden van Vrouwenpolder en Veere (1888-1896). Hij beëindigde zijn loopbaan als burgemeester van Vlissingen (1897-1919) waar hij met pensioen ging.
Van Doorn was ridder in de Orde van de Nederlandse Leeuw en officier in de Orde van Oranje-Nassau.
- International Standard Name Identifier: 0000 0003 8865 051X
- Nederlandse Thesaurus van Auteursnamen: 13239944X
- Virtual International Authority File: 281885265
- WorldCat: E39PBJx8Db4p7966Y9cfBfXyBP